# Heteromastus similis
Heteromastus similis är en ringmaskart som beskrevs av Rowland Southern 1921. Heteromastus similis ingår i släktet Heteromastus och familjen Capitellidae. Inga underarter finns listade i Catalogue of Life.